# Saint-Hélier
Saint-Hélier é uma comuna francesa na região administrativa da Borgonha-Franco-Condado, no departamento de Côte-d'Or. Estende-se por uma área de 3,86 km². Em 2010 a comuna tinha 36 habitantes (densidade: 9,3 hab./km²).